# 約翰尼 (內華達州)
約翰尼（英語：Johnnie）是位於美國內華達州奈縣的鬼鎮。

## 歷史
約翰尼的郵局於1905年設立，1914年關閉後又於1916年重啟，最終於1935年停運。

## 地理
約翰尼所處的海拔為高於海平面1010米（即3314英呎），而該地所採用的時區為UTC-8，即太平洋时区（PST）。同時該地設有夏令時間，為UTC-8調快一小時，即UTC-7（PDT）。